# Бологов, Александр Александрович
Александр Александрович Бологов (1932—2019) — русский советский писатель, прозаик, поэт и редактор. Член Союза писателей СССР (с 1973 года), член и секретарь Правления Союза писателей России (с 1993 года). Председатель Псковского областного отделения Союза писателей России (1994—2004).

## Биография
Родился 7 сентября 1932 года в Орле.
С 1946 по 1949 год обучался в Рижской школе юнг Балтийского флота. С 1950 по 1955 год обучался на механическом факультете Ломоносовского мореходного училища. С 1955 по 1963 год служил на Вспомогательном флоте ВМФ в должностях моториста и механика плавал в водах Баренцева моря, позже занимался педагогической деятельностью в качестве преподавателя Мурманской мореходной школы. С 1963 года по приглашению своего литературного наставника известного писателя и литературоведа Е. А. Маймина переехал в город Псков. С 1963 по 1969 год в качестве учителя литературы и черчения работал в Псковском среднем образовательном учреждении. С 1969 по 1977 год работал в Псковском отделении «Лениздата» в должностях редактора и старшего редактора, в то же время под руководством А. А. Бологова была создана филологическая школа, в которой он по словам поэта С. А. Золотцева: «буквально взрывал стилем своего преподавания схематизм педагогических директив того времени». С 1976 по 1981 год обучался на заочном отделении филологического факультета Ленинградского государственного университета. С 1994 по 2019 год в течение двадцати пяти лет был председателем Псковского областного отделения Союза писателей России.
Член Союза писателей СССР с 1973 года, с 1993 года член Высшего творческого совета, член и секретарь Правления Союза писателей России. В 1960 году из под пера Бологова вышло первое поэтическое произведение опубликованное в мурманской многотиражке. В 1972 году из под пера Бологова вышел первый сборник повестей «Если звезды зажигают» выпущенный в «Лениздате», за ним последовала повесть «Сто тринадцатый», опубликованная в литературно-художественном журнале «Юность». В 1973 году за эти литературные произведения А. А. Бологов был принят в Союз писателей СССР. В дальнейшем последовали такие книги как: повесть «Билет в прицепной вагон» (1977; «Лениздат»), повесть «Последний запах сосны» (1980; «Современник»), поэтический сборник «В пути» (1981; «Лениздат»), сборник рассказов «Синева берегов» (1982; «Современник»), повесть «Облака тех лет» (1984; «Современник»), повесть «Как далекое сердце...» (1987; «Современник»), повесть «Один день солнца» (1988; «Советская Россия»), сборник рассказов «Звенья» (1988; «Лениздат»). В 1991 году вышло двухтомное произведение «Избранные произведения» (1991; «Современник»). В дальнейшем вышли роман  «Слепые крылья мельницы» (1995), «Окна чужого дома» (2001), повесть «Вальс победного дня» (2004) и избранное «Когда я проезжаю мимо» (2012). Литературные произведения Бологова печатались в литературно-художественных журналах «Подъем», «Нева», «Север», «Наш современник», «Москва». 
В 1983 году за повесть «Последний запах сосны» А. А. Бологов был удостоен  Литературной премии Союза писателей РСФСР а в 2006 году становится лауреатом Всероссийского литературного конкурса короткого рассказа имени В. М. Шукшина.
Скончался 17 июня 2019 года в Пскове на 87-м году жизни.

## Премии
- Литературная премия Союза писателей РСФСР (1983 — за повесть «Последний запах сосны»)[1]
- Лауреат Всероссийского литературного конкурса короткого рассказа имени В. М. Шукшина (2006)[1]